# Wilhelm Tobien

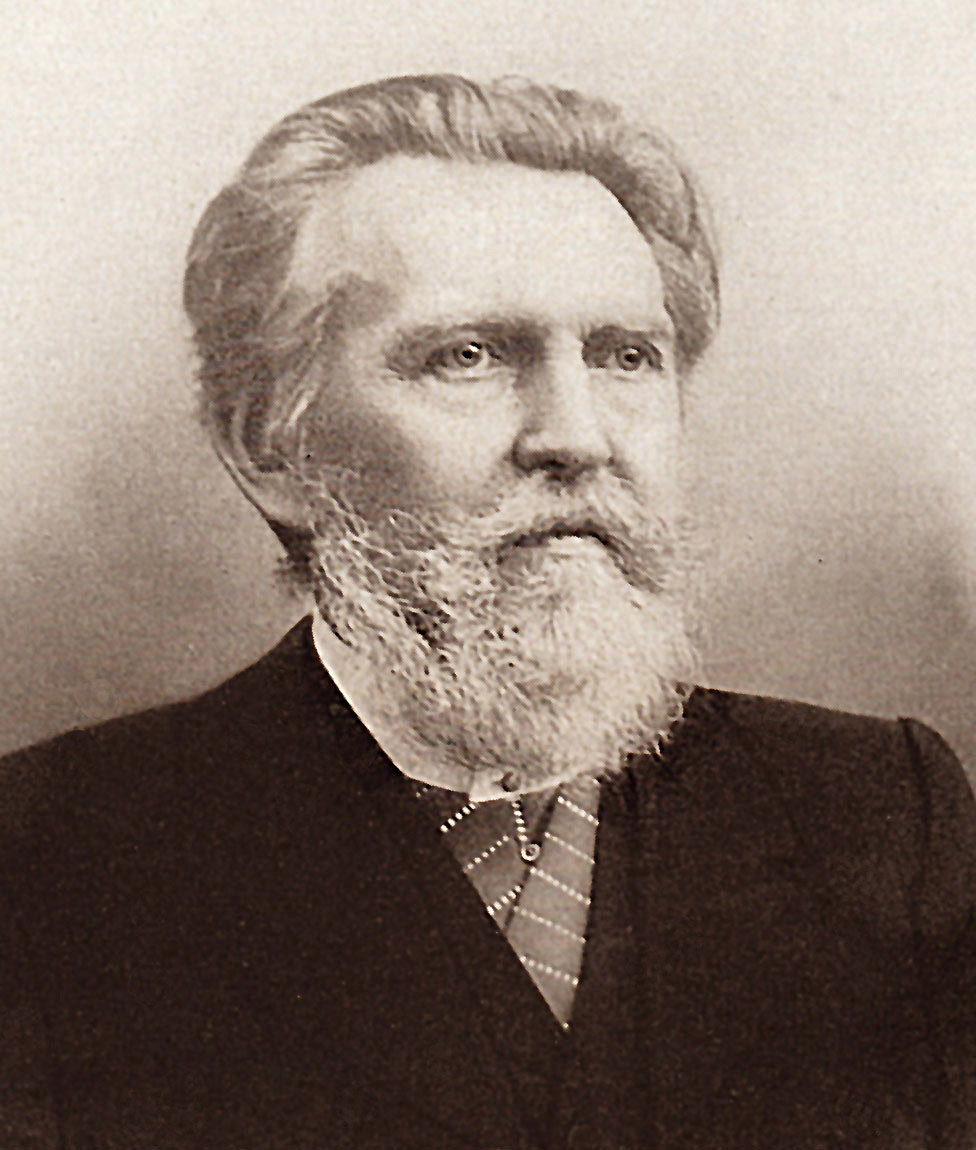
Wilhelm Tobien

Wilhelm Tobien (* 26. Januar 1837 in Puschdorf/Ostpreußen; † 10. September 1911 in Schwelm) war ein deutscher Lehrer, Regionalhistoriker und Autor.

## Leben
Wilhelm Tobien war der Sohn eines Pfarrers und sollte nach dem Willen des Vaters selbst protestantischer Geistlicher werden. Er besuchte das Gymnasium in Königsberg und studierte dort auch Theologie. Erst nach dem Tod des Vaters im Jahr 1857 wandte er sich mehr der Philosophie und der Geschichtswissenschaft zu. Um seinen Lebensunterhalt zu verdienen, gab er Privatunterricht und verwaltete für kurze Zeit auch die ehemalige Pfarrei seines Vaters. Im Jahr 1858 wurde er Hauslehrer. Das erste theologische Examen legte er ein Jahr später ab. Danach begann er immer mehr sich von der geistlichen Laufbahn zu entfernen, ehe er 1861 diesen Weg beendete. Er war weiterhin Hauslehrer und betrieb philologische und historische Studien. Er schlug die Schullaufbahn ein.
Ab 1863 hatte er vorläufig die dritte Lehrerstelle an der Bürgerschule in Lüdenscheid inne. Ein Jahr später bestand er die Prüfung für das höhere Lehramt. Seit 1869 war er Oberlehrer in Schwelm. Dort war er Mitglied der örtlichen Freimaurerloge „Zum westfälischen Löwen“. Im Jahr 1874 beteiligte er sich an der Gründung eines Bildungsvereins und wurde dessen Vorsitzender. Daneben gründete er die Schwelmer Volksbibliothek und war bis 1887 ihr Bibliothekar. Dies erfolgte von einem antisozialdemokratischen Standpunkt aus. Als Gründungsmitglied und erster Vorsitzender des Vereins für Heimatkunde Schwelm ab 1890 betrieb er umfangreiche Forschungen zur Stadtgeschichte. In gleicher Funktion war er maßgeblich am Aufbau eines heimatkundlichen Museums in Schwelm beteiligt (heute im Haus Martfeld). Im Jahr 1891 wurde er Ehrenbürger der Stadt und ein Jahr später Direktor des örtlichen Progymnasiums. Im Jahr 1904 trat er in den Ruhestand.

## Werk
Tobien verfasste zahlreiche meist historische Schriften zur Geschichte von Schwelm, der Grafschaft Mark und Westfalens. Nach dem Tod von Johann Suibert Seibertz setzte er dessen Landes- und Rechtsgeschichte des Herzogtums Westfalen fort. Auch einige Historienspiele und Äußerungen zum Tagesgeschehen stammen von ihm.

## Schriften (Auswahl)
- Denkwürdigkeiten aus der Vergangenheit Westfalens. Nach Quellen und neueren Forschungen dargestellt. Abt. 1. Bd. 1. Elberfeld: Volkmann 1869–1873.
- Grundriß der Geschichte Westfalens mit besonderer Berücksichtigung der Geschichte der Grafschaft Mark. Für den Schulgebrauch und für den Selbstunterricht der reiferen westfälischen Jugend bearbeitet. Volkmann, Elberfeld 1870.
- Vortrag über die Mitarbeit der Bildungs-Vereine bei der Bekämpfung der Sozialdemokratie, gehalten in der Generalversammlung des engeren Verbandes reinisch-westfälischer Bildungs-Vereine zu Hagen am 13. October 1878. Butz, Hagen 1878.
- Urkundliche Kirchengeschichte von Schwelm bis zum 17. Jahrhundert. Nach den Berichten der Zeitgenossen im Archiv der lutherischen Kirche zu Schwelm. Scherz, Schwelm 1889.
- Bilder aus der Geschichte von Schwelm. Nach den Ueberlieferungen in den Archiven. Festschrift zur 300-jährigen Jubelfeier der Stadtprivilegien von Schwelm. Scherz, Schwelm 1890. Digitalisierte Ausgabe der Universitäts- und Landesbibliothek Düsseldorf
- 300jährige Jubelfeier der Stadt Schwelm am 14., 15. und 16. Juni 1890. Prolog und verbindender Text zu den von Dr. T. Hielscher vorgeführten Lebenden Bildern aus der Geschichte von Schwelm. Voswinkel, Schwelm 1890.
- Zur Erinnerung an die hundertjährige Jubelfeier der Loge zum Westfälischen Löwen in Schwelm am 25. April 1892. Scherz, Schwelm 1892.
- Geschichte der lateinischen Schule in Schwelm, 1893 Digitalisat
- Landes- und Rechtsgeschichte des Herzogthums Westfalen von Dr. Johann Suitbert Seibertz. Nach des Verfassers Tode fortgesetzt. Bd. 4,1. Ritter, Arnsberg 1875.